# 51 世界で一番小さく生まれたパンダ
『51 世界で一番小さく生まれたパンダ』（ウーイー せかいでいちばんちいさくうまれたパンダ）は、2012年の日本のドキュメンタリー映画。

## 概要
2006年夏、中国・四川省成都にあるジャイアントパンダ保護センター「中国成都大熊猫繁育研究基地」で2匹の子パンダが生まれた。しかし、母パンダはそのうちの1匹の子育てを放棄してしまったため、飼育員の手で育てられる事になった。
その子パンダは体重わずか51グラムという、通常の3分の1ぐらいしかない、これまでで最も小さい体重だったことから、「51＝ウーイー」と名付けられる。飼育員たちはウーイーのか弱い命を助けるべく奮闘する。
ウーイーの誕生から成長までと飼育員たちの奮闘ぶりを通して、パンダの親子の絆や人間界とも共通する育児放棄、代理母といった一般的にあまり知られていないパンダの生態を描く。
200時間を越える映像と編集用に取り込む前の素材も合わせ全部で300時間を超える映像を足掛け4年に渡って整理し、それを3週間で一気に3時間程度まで編集したものをさらに80分に編集。その結果、製作者側がどうしても入れたかった多くのエピソードやキャラクターがカットされた。
ナレーターは長谷川潤。

## スタッフ
- 監督：塩浜雅之
- 企画：張志和、張雲暉
- 製作：張雲暉、河村光庸、桐畑敏春、中谷博之、宮田昌紀
- プロデューサー：張雲暉、劉建雄、張蕾
- 音楽：平井真美子
- 撮影：関雄宇、張玉均
- 主題歌：ミゲル「翼をください」
- 編集：小島俊彦、楊小雨
- スチール・監修：張志和
- 技術協力：デジタルアクト
- 題字：金澤翔子
- 制作：ドラゴンフィルムズ
- 制作協力：北京金尚龍影文化伝播有限公司
- 協力：中国成都大熊猫繁育研究基地、中国成都大熊猫繁育研究基金会
- ナレーター：長谷川潤、徳山宰極